# Secco (famiglia)
La famiglia Secco (o Secchi) è un'antica e nobile famiglia originaria di Caravaggio dall'XI secolo che si trasferì in seguito a Milano. La famiglia nella sua storia si è ramificata in Secco d'Aragona, Secco Borella (o Seccoborella), Secco Suardo, Secco Comneno.

## Storia

### Le origini
Di antica nobiltà feudale, i Secco erano forse di origine longobarda come sembrerebbe suggerire la radice etimologica del cognome col termine sich o sieg che significa "vittoria" nel moderno tedesco. Con tale cognome viene definito infatti nella lapide tombale di Cervato, membro della famiglia, risalente al 1278, ove si trova indicato anche il primo antenato della famiglia, Giovanni, vissuto ai tempi della prima crociata; questi ebbe un figlio, Giacomo, da cui discesero i figli Alberto, vescovo di Utica, e Cervato appunto che viene indicato come miles, o più propriamente valvassore.
La famiglia all'epoca era con tutta probabilità già insediata a Caravaggio, diramandosi da lì nel bresciano, nel bergamasco e nel milanese. Un Antonio Secco originario di Caravaggio, viene indicato a Milano come sostenitore della fazione dei ghibellini nel 1393. 
Già prima del XVI secolo, i Secco erano quindi una famiglia ricca nel bergamasco ed avevano nel tempo contratto alleanze matrimoniali illustri coi da Vistarino, signori di Lodi, coi Malaspina, coi Torriani, coi conti D'Arco e coi marchesi Del Carretto. Nel corso del Quattrocento, la famiglia seppe piazzarsi ancor meglio nella società dell'epoca con matrimoni ancora più prestigiosi con casate di grande rilievo come i Gonzaga, i Visconti, i Torelli, i Lusignano, i Mocenigo, i Doria, i Comneno di Costantinopoli. La militanza di un certo Antonio Secco nel Quattrocento nelle file dei militi di Francesco Sforza, lo pose in contatto con le principali famiglie di nobiltà militare del ducato milanese come i Terzi, i Dal Verme, i Pallavicino, i Martinengo, i Lodrone, i Da Tolentino, i Pietrasanta, i Trivulzio ed i Vimercati.

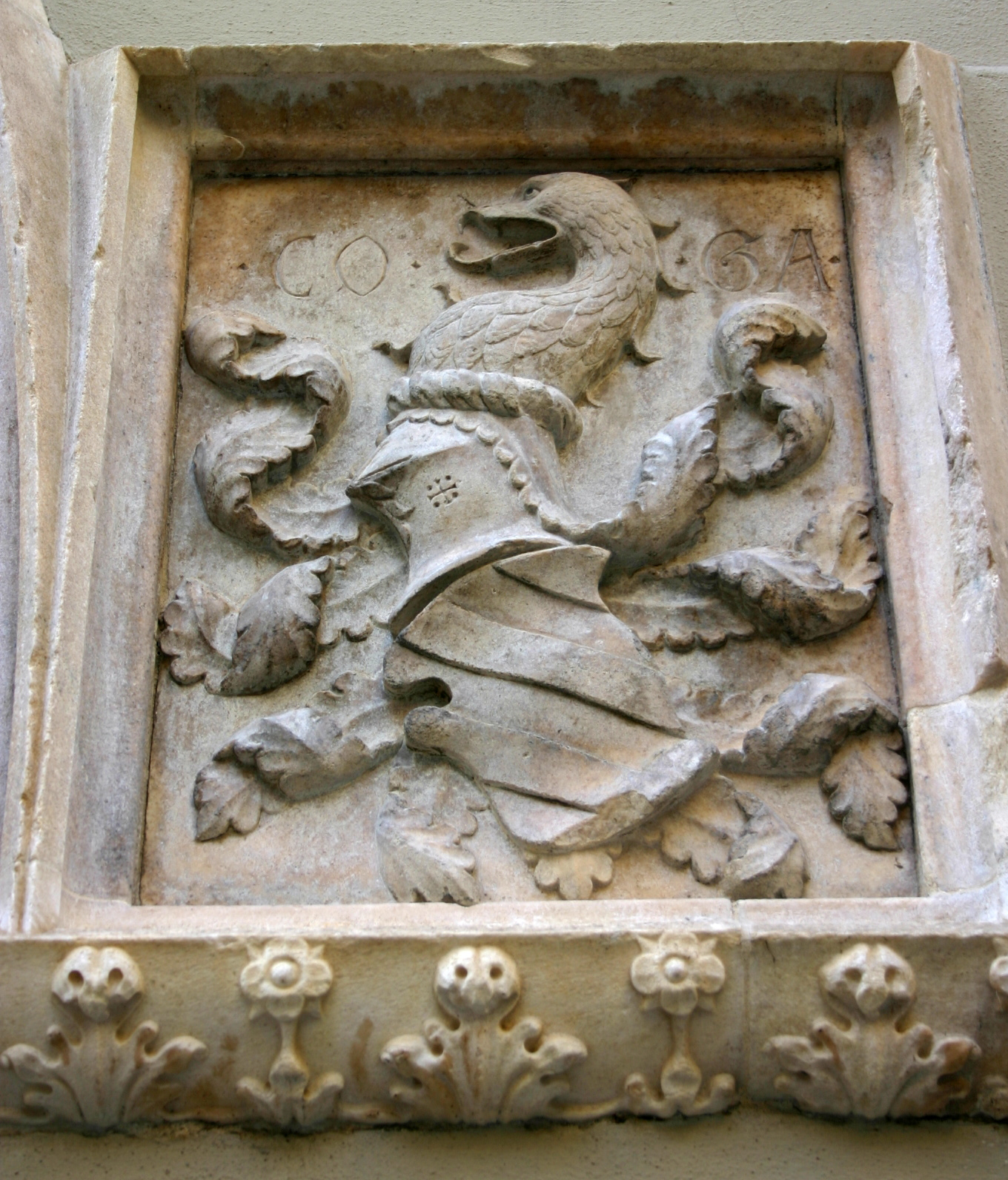
Milano, portale ex Palazzo Vimercati (post 1450), Stemma Secco d'Aragona.

Il già citato Cervato fu padre di Giacomo (m. 1278), il quale sposò Amorosa Bevilacqua ed ebbe due figli: Marco I e Girolamo. Marco ebbe due figli: Bartolomeo (n. 1291), che fu capitano della fortezza di Caravaggio, e Giovanni Battista, capostipite dei Secco Borella conti di Vimercate. Bartolomeo, che continuò la casata principale, si sposò con Francesca Pirovano, dalla quale ebbe Giacomo III (1316-1363), detto il Rosso, che fu governatore di Crema per conto dei Visconti; questi sposò Isabella Della Torre, dalla quale ebbe tre figli maschi, Fermo, Marco II e Antonio, i quali rimasero orfani del padre in tenera età ma, grazie alle cospicue fortune lasciate dal genitore, il 13 Aprile 1380 poterono acquistare la Signoria di Calcio e della Calciana Superiore. Il feudo fú acquistato direttamente dalla Signora che era Regina della Scala, moglie di Bernabó Visconti, Signore di Milano, che aveva investito la consorte della Signoria di Calcio e della Calciana Superiore ed Inferiore con atto di infeudazione del 12 Febbraio 1366. Questo fatto elevò i Secco ad una posizione privilegiata come vassalli e feudatari dello Stato milanese e non sottoposti a sovranità esterne.
Fermo, che fu noto ghibellino della sua epoca e favorito dai Visconti, venne da questi nominato castellano di varie piazzeforti e fu il capostipite della casata dei Secco Comneno quando la casata, con Giorgio, conte di Mozzanica, si imparentò con Andronica Comneno, della casata degli imperatori bizantini. Questa casata si estinse poi nei Secco Suardo.
Marco, figlio secondogenito di Giacomo il Rosso, sposò in prime nozze Cassandra Del Carretto, ed in seconde nozze si risposò con Lantelmina da Vistarino, la quale lo rese padre di due figli, Giacomo VI e Cervato III. I fratelli saranno entrambi consignori di Calcio, ma il primo ramificherà la propria discendenza nel milanese, mentre il secondo nel bresciano.

### Secco d'Aragona
Il ramo "Secco d'Aragona" risale al 1483 quando il duca di Calabria Alfonso II di Napoli aggregò la famiglia alla Casa d'Aragona, riconoscendo i meriti militari del condottiero Francesco Secco (1423-1496), concedendo di inserire l'arma aragonese nello stemma di famiglia. La famiglia si ramificò quindi nel bresciano, esattamente a Montichiari, dove numerosi componenti di essa furono valenti uomini d'armi.

### Le fortune della casata: tra Visconti e Sforza
- Giacomo IV fu condottiero per conto dei Visconti, consignore di Calcio, Conte e Signore di Cerro, Capitano di Amedeo VIII, 1º Duca di Savoia (1416 - 1440) e Capitano di Galeazzo Maria Sforza, 5º Duca di Milano (1466 - 1476) e sposò Luchina Del Cerro, della casata dei conti di Cervia, e ne ebbe tre maschi, e due femmine, due dei quali noti alle cronache, Francesco (1423-1496) e Antonio (m. 1470). I 5 discendenti sono:

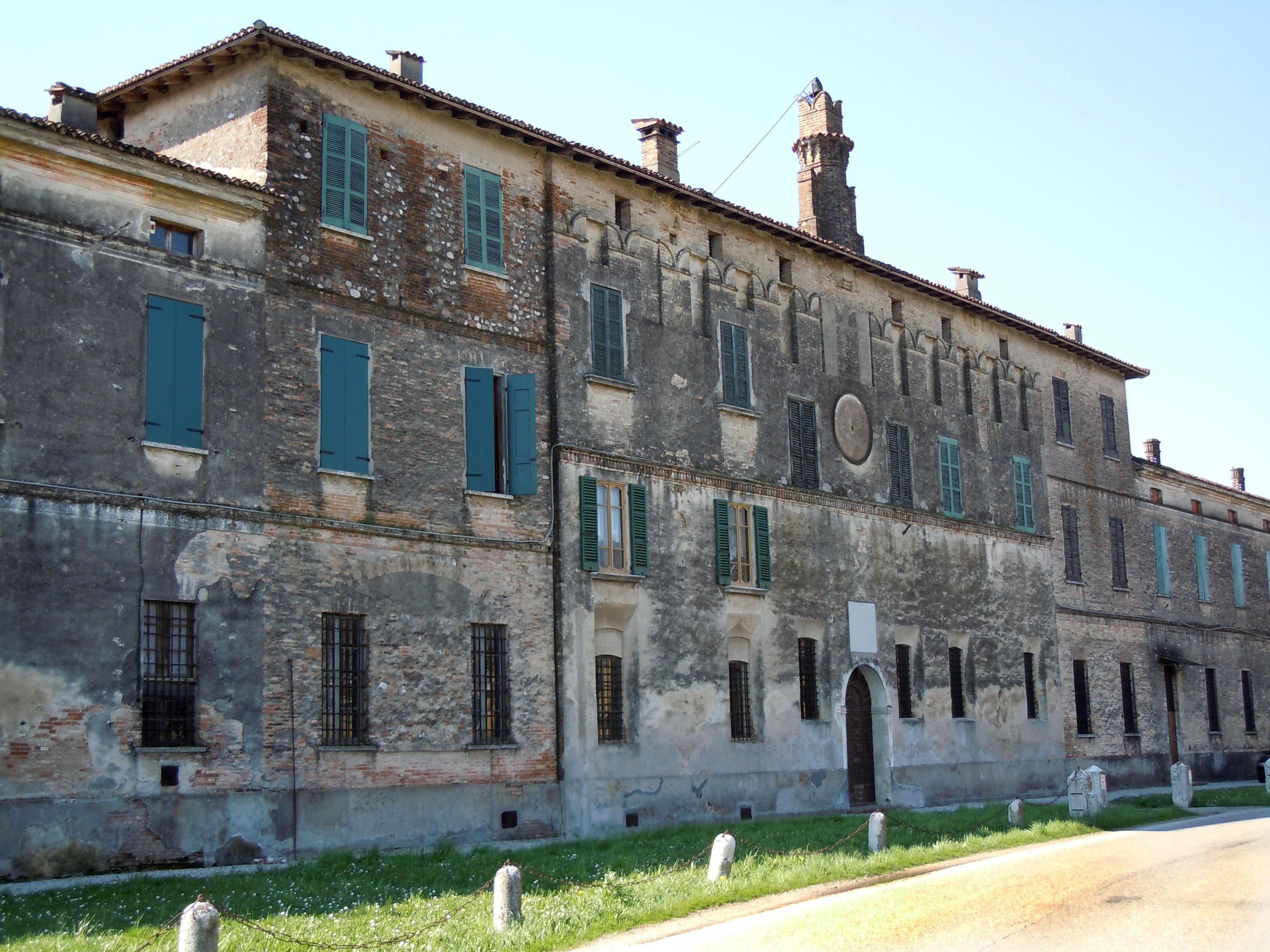
San Martino Gusnago, Palazzo Secco-Pastore

- Francesco Secco d'Aragona (1423-1496), sposato con Caterina Gonzaga (1434-1495), figlia di Ludovico III Gonzaga detto "il Turco" (1412 -1478), marchese di Mantova. Francesco, intraprese la carriera militare da giovanissimo divenendo paggio presso la corte di Mantova e venendo creato cavaliere del Sacro Romano Impero nel 1452 da Federico III, mentre quest'ultimo si trovava a Ferrara. Nella sua carriera, militò fedelmente nella compagnia d'arme di Francesco Sforza per il quale riconquistò il feudo e la fortezza di Gera d'Adda che, durante le guerre di successione al trono del ducato di Milano, era caduta nelle mani dei veneziani. Per i suoi meriti, ottenne da Lodovico III Gonzaga in moglie la figlia Caterina con una ricca dote; presso i Gonzaga, fu ministro per gli affari militari e luogotenente dell'esercito, distinguendosi così anche come diplomatico oltre che uomo d'armi. Fu lui a contrattare il matrimonio tra Isabella d'Este e Giovanni Francesco Gonzaga. Dal duca Gian Galeazzo Sforza venne investito nel 1482 della contea di Bosco d'Alessandria e nel 1485 della contea di Sale, nell'area d'Oltrepò. Per il valore dimostrato e per le sue indubitabili doti diplomatiche, mentre prendeva parte alla Lega militare contro Venezia, a Cremona, nel febbraio del 1483, il duca di Calabria, Alfonso d'Aragona, gli consentì di aggiungere al proprio cognome l'appellativo "d'Aragona" e di inquartare alle proprie le armi del regno spagnolo. La carriera di Francesco venne però bruscamente interrotta dalla scoperta, nella primavera del 1492, della sua partecipazione ad una cospirazione mirata a rovesciare i Gonzaga. Venne quindi bandito dallo stato di Mantova e si ritirò presso Guastalla e Montechiarugolo, dove il genero Marsilio Torelli era sovrano, passando poi in Toscana, ove tornò a fare il militare offrendo i propri servigi alla Repubblica di Firenze. Partecipò al fianco dei fiorentini nella guerra contro Pisa e venne incaricato di scortare re Carlo VIII di Francia durante la sua discesa in Italia, prendendo parte alla battaglia di Fornovo al fianco dei francesi.
- Antonio Secco d'Aragona (1430-1488), consignore di Calcio, sposa Caterina Dal Verme, era Luogotenente della Gera d'Adda e Governatore di Cremona. Il fratello di Francesco, Antonio (1430-1488), consignore di Calcio, fu anch'egli militare per Francesco Sforza che gli affidò dapprima la reggenza della piazzaforte di Gera d'Adda dopo che suo fratello l'ebbe riconquistata per il ducato di Milano, e poi il governatorato di Cremona. Sposò Caterina dal Verme, nipote per parte di madre del Carmagnola, dalla quale ebbe tra gli altri Giacomo Antonio (1451-1517), il quale cospirò con lo zio Francesco ma venne successivamente accolto alla corte di Ludovico il Moro e da questi creato senatore a Milano. Con la detronizzazione del Moro, ad ogni modo, passò al soldo di Venezia per la quale combatté nella battaglia di Agnadello. Sconfitto dai francesi, si vide confiscare il feudo di Sale poco dopo la perdita di quello di Bosco, perduto a favore dei Riario.
- Giacomo Antonio (1451-1512), Senatore di Milano nel 1494, sposò Cassandra Pallavicino, figlia di Galeazzo I Pallavicino, marchese di Busseto e di Elisabetta Sforza dei Signori di Saliceto, dalla quale ebbe Francesco, Marco Antonio e quattro figlie. Il primogenito, Francesco (1490-1562), scortò nel 1541 l'imperatore Carlo V del Sacro Romano Impero nella sua venuta in Italia, e sposò la contessa Elisabetta Suardo, figlia di Ludovico, dalla quale ebbe dieci figli, tra i quali il più rilevante fu indubbiamente Socino (1540-1572), il quale fu giureconsulto, vicario di provvisione e prefetto di Milano, il quale sposando Brigida Prada fu continuatore della linea principale della casata. Un ramo collaterale si formò dal matrimonio di Marco Antonio con Prima Vertua, ramo che si estinse però nel XVII secolo.
- Clementina Secco (+1471), sposa il cavaliere Sagramoro II Visconti, Signore di Brignano Gera d'Adda, di Pagazzano e di Castel Rozzone (+1472);
- Lantelmina Secco (+ dopo il 1479), sposa Gaspare da Vimercate, Conte di Valenza;
- Giorgio Secco, podestà di Milano (1447), sotto la Repubblica Ambrosiana;
- Niccolò Secco (?-1496), uomo d'armi al servizio dei duchi di Milano;[5]
- Carlo Secco (?-1512), figlio di Niccolò, condottiero al servizio della Repubblica di Venezia.[6]

### Dall'epoca moderna al Novecento

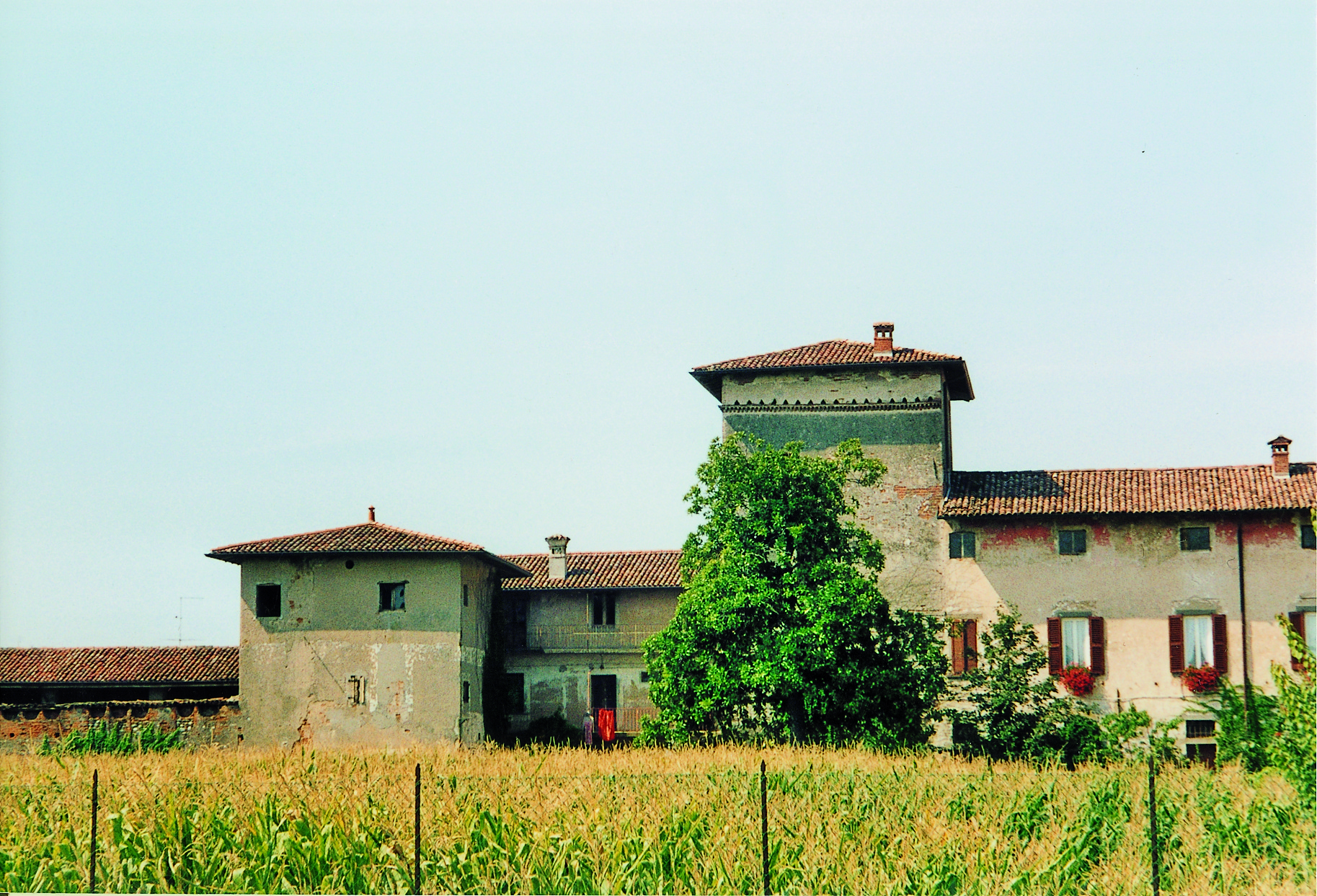
Castello Secco-Suardo

Tra i figli di Socino (1590-1662), Alessandro fu come il padre decurione, vicario e poi prefetto della città di Milano e sposò Eleonora, figlia di don Giovanni de Cordova, governatore di Novara per conto degli spagnoli. Suo figlio Socino Maria (m. 1702), venne creato marchese di Fornovo con patenti del 31 dicembre 1643 da Filippo IV di Spagna. Pur non trasferendovisi definitivamente, trascorse gran parte della sua vita nelle Fiandre dove dal governo spagnolo locale aveva ottenuto il feudo di Mélin e dove sposò Filippina van Maldeghem, figlia di don Emanuele, signore di Mosbek. Da questo matrimonio ebbe Alessandro Emanuele, il quale fu militare al servizio del feldmaresciallo Eugenio di Savoia e divenne decurione a Milano dal 1698. Questi sposò Girolama Castiglioni, dalla quale ebbe otto figli, due dei quali furono i continuatori della famiglia: il primogenito Giovanni Battista, sposato alla contessa Paola Martinengo Cesaresco, fu padre di Giovanni Antonio, il quale sposò la cugina Teresa Secco d'Aragona che gli diede un figlio, Carlo Francesco (1798-1886), morto senza discendenti.
Il secondo figlio di Alessandro Emanuele fu Richimero, che sposò la cugina Onesta Secco d'Aragona, dalla quale ebbe Gaetano (1760-1841), sposo di Maria Teresa Grugnì. Da questo matrimonio nacquero Luciano, gesuita, e Ascanio (1803-1882). Da quest'ultimo, dal suo matrimonio con la nobile Fulvia Orrigoni, nacquero Richimero (1833-1896) e Gaetano (1846-1920), i quali fratelli formarono due rami distinti della famiglia. Richimero, il primogenito, sposò Teresa Fontana, dalla quale ebbe Giuseppe (1876-?), il quale sposò Noemi Venturuzzo e fu padre di Gastone (1906-?), avvocato. Gaetano sposò invece la nobile Maria Rusponi dalla quale ebbe Anita (1891-?), che sposò Salvatore Carlucci, Ettore (1894-?) che sposò Renata Billi. Questi continuò la casata con due figli, Giuliana (1919-?) e Ascanio (1923-?).
Tra i conti Secco d'Aragona, Massimiliano (n. 1967), marito dell'arciduchessa d'Austria Caterina Maria (n. 1972), ultima figlia di Rodolfo d'Asburgo-Lorena (1919-2010), uno dei figli dell'imperatore Carlo I d'Austria.

## Albero genealogico
|             |             |                                                                             |                                                                             |                                                   |                                                               | | |                                                                                              |                                                                                              |                                        |                                    |                    |                    |                    |
|             |             |                                                                             |                                                                             |                                                   |                                                               | | | Giovanni fl. XI secolo ?                                                                     |                                                                                              |                                        |                                    |                    |                    |                    |
|             |             |                                                                             |                                                                             |                                                   |                                                               | | |                                                                                              |                                                                                              |                                        |                                    |                    |                    |                    |
|             |             |                                                                             |                                                                             |                                                   |                                                               | | |                                                                                              |                                                                                              |                                        |                                    |                    |                    |                    |
|             |             |                                                                             |                                                                             |                                                   |                                                               | | | Giacomo I ?-? ?                                                                              |                                                                                              |                                        |                                    |                    |                    |                    |
|             |             |                                                                             |                                                                             |                                                   |                                                               | | |                                                                                              |                                                                                              |                                        |                                    |                    |                    |                    |
|             |             |                                                                             |                                                                             |                                                   |                                                               | | |                                                                                              |                                                                                              |                                        |                                    |                    |                    |                    |
|             |             |                                                                             |                                                                             |                                                   |                                                               | | Alberto ?-? vescovo di Utica | Alberto ?-? vescovo di Utica                                                                 | Cervato I ?-? ?                                                                              | Cervato I ?-? ?                        |                                    |                    |                    |                    |
|             |             |                                                                             |                                                                             |                                                   |                                                               | | |                                                                                              |                                                                                              |                                        |                                    |                    |                    |                    |
|             |             |                                                                             |                                                                             |                                                   |                                                               | | |                                                                                              |                                                                                              |                                        |                                    |                    |                    |                    |
|             |             |                                                                             |                                                                             |                                                   |                                                               | | |                                                                                              | Giacomo II †1278 Amorosa Bevilacqua                                                          |                                        |                                    |                    |                    |                    |
|             |             |                                                                             |                                                                             |                                                   |                                                               | | |                                                                                              |                                                                                              |                                        |                                    |                    |                    |                    |
|             |             |                                                                             |                                                                             |                                                   |                                                               | | |                                                                                              |                                                                                              |                                        |                                    |                    |                    |                    |
|             |             |                                                                             |                                                                             |                                                   |                                                               | | | Marco I ?-? ?                                                                                | Marco I ?-? ?                                                                                | Girolamo ?-? ?                         | Girolamo ?-? ?                     |                    |                    |                    |
|             |             |                                                                             |                                                                             |                                                   |                                                               | | |                                                                                              |                                                                                              |                                        |                                    |                    |                    |                    |
|             |             |                                                                             |                                                                             |                                                   |                                                               | | |                                                                                              |                                                                                              |                                        |                                    |                    |                    |                    |
|             |             |                                                                             |                                                                             |                                                   |                                                               | | Bartolomeo ?-? Francesca Pirovano | Bartolomeo ?-? Francesca Pirovano                                                            | Giovanni Battista ?-? ?                                                                      | Giovanni Battista ?-? ?                |                                    |                    |                    |                    |
|             |             |                                                                             |                                                                             |                                                   |                                                               | | |                                                                                              |                                                                                              |                                        |                                    |                    |                    |                    |
|             |             |                                                                             |                                                                             |                                                   |                                                               | | |                                                                                              |                                                                                              |                                        |                                    |                    |                    |                    |
|             |             |                                                                             |                                                                             |                                                   |                                                               | | Giacomo III il Rosso *1316 †1363 Isabella Della Torre                                                                                  | Giacomo III il Rosso *1316 †1363 Isabella Della Torre                                        | · Secco Borella (o Seccoborella)                                                             | · Secco Borella (o Seccoborella)       |                                    |                    |                    |                    |
|             |             |                                                                             |                                                                             |                                                   |                                                               | | |                                                                                              |                                                                                              |                                        |                                    |                    |                    |                    |
|             |             |                                                                             |                                                                             |                                                   |                                                               | | |                                                                                              |                                                                                              |                                        |                                    |                    |                    |                    |
|             |             |                                                                             |                                                                             |                                                   | Fermo, cosignore di Calcio ?-? ?                              | Fermo, cosignore di Calcio ?-? ? | | Marco II, cosignore di Calcio ?-? 1.Cassandra Del Carretto 2.Lantelmina da Vistarino         | Marco II, cosignore di Calcio ?-? 1.Cassandra Del Carretto 2.Lantelmina da Vistarino         | Antonio, cosignore di Calcio ?-? ?     | Antonio, cosignore di Calcio ?-? ? |                    |                    |                    |
|             |             |                                                                             |                                                                             |                                                   |                                                               | | |                                                                                              |                                                                                              |                                        |                                    |                    |                    |                    |
|             |             |                                                                             |                                                                             |                                                   |                                                               | | |                                                                                              |                                                                                              |                                        |                                    |                    |                    |                    |
|             |             |                                                                             |                                                                             |                                                   | · Secco Comneno                                               | · Secco Comneno | Giacomo IV, consignore di Calcio ?-? Luchina Del Cerro                                                                                 | Giacomo IV, consignore di Calcio ?-? Luchina Del Cerro                                       | Cervato II, consignore di Calcio ?-? ?                                                       | Cervato II, consignore di Calcio ?-? ? |                                    |                    |                    |                    |
|             |             |                                                                             |                                                                             |                                                   |                                                               | | |                                                                                              |                                                                                              |                                        |                                    |                    |                    |                    |
|             |             |                                                                             |                                                                             |                                                   |                                                               | | |                                                                                              |                                                                                              |                                        |                                    |                    |                    |                    |
|             |             |                                                                             |                                                                             |                                                   |                                                               | Francesco, consignore di Calcio, I conte di Bosco d'Alessandria e di Sale *1423 †1496 Caterina Gonzaga ottenne l'appellativo d'Aragona | Francesco, consignore di Calcio, I conte di Bosco d'Alessandria e di Sale *1423 †1496 Caterina Gonzaga ottenne l'appellativo d'Aragona | Antonio, consignore di Calcio *1430 †1488 Caterina Dal Verme                                 | Antonio, consignore di Calcio *1430 †1488 Caterina Dal Verme                                 |                                        |                                    |                    |                    |                    |
|             |             |                                                                             |                                                                             |                                                   |                                                               | | |                                                                                              |                                                                                              |                                        |                                    |                    |                    |                    |
|             |             |                                                                             |                                                                             |                                                   |                                                               | | |                                                                                              |                                                                                              |                                        |                                    |                    |                    |                    |
|             |             |                                                                             |                                                                             |                                                   |                                                               | Paola fl. XV secolo Marsilio Torelli                                                                                                   | Paola fl. XV secolo Marsilio Torelli                                                                                                   | Giacomo Antonio, II conte di Bosco d'Alessandria e di Sale *1451 †1512 Cassandra Pallavicino | Giacomo Antonio, II conte di Bosco d'Alessandria e di Sale *1451 †1512 Cassandra Pallavicino |                                        |                                    |                    |                    |                    |
|             |             |                                                                             |                                                                             |                                                   |                                                               | | |                                                                                              |                                                                                              |                                        |                                    |                    |                    |                    |
|             |             |                                                                             |                                                                             |                                                   |                                                               | | |                                                                                              |                                                                                              |                                        |                                    |                    |                    |                    |
|             |             |                                                                             | Francesco *1490 †1562 Elisabetta Suardo                                     | Francesco *1490 †1562 Elisabetta Suardo           | Marco Antonio *? †? Prima Vertua                              | Marco Antonio *? †? Prima Vertua | Una figlia *? †? ? | Una figlia *? †? ?                                                                           | Una figlia *? †? ?                                                                           | Una figlia *? †? ?                     | Una figlia *? †? ?                 | Una figlia *? †? ? | Una figlia *? †? ? | Una figlia *? †? ? |
|             |             |                                                                             |                                                                             |                                                   |                                                               | | |                                                                                              |                                                                                              |                                        |                                    |                    |                    |                    |
|             |             |                                                                             |                                                                             |                                                   |                                                               | | |                                                                                              |                                                                                              |                                        |                                    |                    |                    |                    |
|             |             |                                                                             | Socino *1540 †1572 Brigida Prada                                            | Socino *1540 †1572 Brigida Prada                  | · Ramo estinto nel XVII secolo                                | · Ramo estinto nel XVII secolo | |                                                                                              |                                                                                              |                                        |                                    |                    |                    |                    |
|             |             |                                                                             |                                                                             |                                                   |                                                               | | |                                                                                              |                                                                                              |                                        |                                    |                    |                    |                    |
|             |             |                                                                             |                                                                             |                                                   |                                                               | | |                                                                                              |                                                                                              |                                        |                                    |                    |                    |                    |
|             |             |                                                                             | Alessandro *? †? Eleonora De Cordova                                        |                                                   |                                                               | | |                                                                                              |                                                                                              |                                        |                                    |                    |                    |                    |
|             |             |                                                                             |                                                                             |                                                   |                                                               | | |                                                                                              |                                                                                              |                                        |                                    |                    |                    |                    |
|             |             |                                                                             |                                                                             |                                                   |                                                               | | |                                                                                              |                                                                                              |                                        |                                    |                    |                    |                    |
|             |             |                                                                             | Socino Maria, I marchese di Fornovo †1702 Filippina van Maldeghem           |                                                   |                                                               | | |                                                                                              |                                                                                              |                                        |                                    |                    |                    |                    |
|             |             |                                                                             |                                                                             |                                                   |                                                               | | |                                                                                              |                                                                                              |                                        |                                    |                    |                    |                    |
|             |             |                                                                             |                                                                             |                                                   |                                                               | | |                                                                                              |                                                                                              |                                        |                                    |                    |                    |                    |
|             |             |                                                                             | Alessandro Emanuele, II marchese di Fornovo *? †? Girolama Castiglioni      |                                                   |                                                               | | |                                                                                              |                                                                                              |                                        |                                    |                    |                    |                    |
|             |             |                                                                             |                                                                             |                                                   |                                                               | | |                                                                                              |                                                                                              |                                        |                                    |                    |                    |                    |
|             |             |                                                                             |                                                                             |                                                   |                                                               | | |                                                                                              |                                                                                              |                                        |                                    |                    |                    |                    |
|             |             | Giovanni Battista, III marchese di Fornovo *? †? Paola Martinengo Cesaresco | Giovanni Battista, III marchese di Fornovo *? †? Paola Martinengo Cesaresco |                                                   | Richimero *? †? Onesta Secco d'Aragona                        | Richimero *? †? Onesta Secco d'Aragona                                                                                                 | |                                                                                              |                                                                                              |                                        |                                    |                    |                    |                    |
|             |             |                                                                             |                                                                             |                                                   |                                                               | | |                                                                                              |                                                                                              |                                        |                                    |                    |                    |                    |
|             |             |                                                                             |                                                                             |                                                   |                                                               | | |                                                                                              |                                                                                              |                                        |                                    |                    |                    |                    |
|             |             | Giovanni Antonio, IV marchese di Fornovo *? †? Teresa Secco d'Aragona       | Giovanni Antonio, IV marchese di Fornovo *? †? Teresa Secco d'Aragona       |                                                   | Gaetano *1760 †1841 Maria Teresa Grugni                       | Gaetano *1760 †1841 Maria Teresa Grugni                                                                                                | |                                                                                              |                                                                                              |                                        |                                    |                    |                    |                    |
|             |             |                                                                             |                                                                             |                                                   |                                                               | | |                                                                                              |                                                                                              |                                        |                                    |                    |                    |                    |
|             |             |                                                                             |                                                                             |                                                   |                                                               | | |                                                                                              |                                                                                              |                                        |                                    |                    |                    |                    |
|             |             | Carlo Francesco, V marchese di Fornovo *1798 †1886 senza eredi              | Carlo Francesco, V marchese di Fornovo *1798 †1886 senza eredi              | Luciano *? †? gesuita                             | Luciano *? †? gesuita                                         | Ascanio *1803 †1882 Fulvia Orrigoni | Ascanio *1803 †1882 Fulvia Orrigoni |                                                                                              |                                                                                              |                                        |                                    |                    |                    |                    |
|             |             |                                                                             |                                                                             |                                                   |                                                               | | |                                                                                              |                                                                                              |                                        |                                    |                    |                    |                    |
|             |             |                                                                             |                                                                             |                                                   |                                                               | | |                                                                                              |                                                                                              |                                        |                                    |                    |                    |                    |
|             |             |                                                                             |                                                                             |                                                   | Richimero, VI marchese di Fornovo *1833 †1896 Teresa Fontana  | Richimero, VI marchese di Fornovo *1833 †1896 Teresa Fontana                                                                           | | Gaetano *1846 †1920 Maria Rusponi                                                            | Gaetano *1846 †1920 Maria Rusponi                                                            |                                        |                                    |                    |                    |                    |
|             |             |                                                                             |                                                                             |                                                   |                                                               | | |                                                                                              |                                                                                              |                                        |                                    |                    |                    |                    |
|             |             |                                                                             |                                                                             |                                                   |                                                               | | |                                                                                              |                                                                                              |                                        |                                    |                    |                    |                    |
|             |             |                                                                             |                                                                             |                                                   | Giuseppe, VII marchese di Fornovo *1876 †? Noemi Venturuzzo   | Giuseppe, VII marchese di Fornovo *1876 †? Noemi Venturuzzo                                                                            | Anita *1891 †? Salvatore Carlucci | Anita *1891 †? Salvatore Carlucci                                                            | Ettore *1894 †? Renata Billi                                                                 | Ettore *1894 †? Renata Billi           |                                    |                    |                    |                    |
|             |             |                                                                             |                                                                             |                                                   |                                                               | | |                                                                                              |                                                                                              |                                        |                                    |                    |                    |                    |
|             |             |                                                                             |                                                                             |                                                   |                                                               | | |                                                                                              |                                                                                              |                                        |                                    |                    |                    |                    |
|             |             |                                                                             |                                                                             |                                                   | Gastone, VIII marchese di Fornovo *1906 †1985 Clementina Tosi | Gastone, VIII marchese di Fornovo *1906 †1985 Clementina Tosi                                                                          | | Giuliana *1919 †? ?                                                                          | Giuliana *1919 †? ?                                                                          | Ascanio *1923 †? ?                     | Ascanio *1923 †? ?                 |                    |                    |                    |
|             |             |                                                                             |                                                                             |                                                   |                                                               | | |                                                                                              |                                                                                              |                                        |                                    |                    |                    |                    |
|             |             |                                                                             |                                                                             |                                                   |                                                               | | |                                                                                              |                                                                                              |                                        |                                    |                    |                    |                    |
|             |             |                                                                             |                                                                             | Roberto, IX marchese di Fornovo *1939 senza eredi | Roberto, IX marchese di Fornovo *1939 senza eredi             | Sergio *1943 Maria Antonietta Frank | Sergio *1943 Maria Antonietta Frank |                                                                                              |                                                                                              |                                        |                                    |                    |                    |                    |
|             |             |                                                                             |                                                                             |                                                   |                                                               | | |                                                                                              |                                                                                              |                                        |                                    |                    |                    |                    |
|             |             |                                                                             |                                                                             |                                                   |                                                               | | |                                                                                              |                                                                                              |                                        |                                    |                    |                    |                    |
| Marco *1971 | Marco *1971 | Matteo *1972                                                                | Matteo *1972                                                                | Michele *1974                                     | Michele *1974                                                 | Stefania *1984 | Stefania *1984 | Massimo *1985                                                                                | Massimo *1985                                                                                | Maurizio *1987                         | Maurizio *1987                     | Marcello *1991     | Marcello *1991     |                    |